# Gouvernement Abe IV
État du Japon
97e cabinet
(Shinzō Abe) 99e cabinet
(Yoshihide Suga)
Le gouvernement Abe IV (第4次 安倍 内閣, Dai-yo-ji Abe Naikaku) est le 98e cabinet (第98代 内閣, dai-kyū-jū-hachi-dai Naikaku) de l'État du Japon, nommé le 1er novembre 2017 par le nouveau Premier ministre Shinzō Abe et officiellement investi par l'empereur le jour même. Il s'agit de la quatrième administration formée par Shinzō Abe, onze ans après la fin de la première qui a duré de 2006 à 2007 et succédant à la troisième qui a duré de 2014 à 2017. Sa formation fait suite aux élections législatives du 22 octobre 2017, lors desquelles le Parti libéral-démocrate (PLD) et le Kōmeitō ont conservé la majorité.

## Composition

### Initiale (1ernovembre 2017)
Les membres maintenus à leurs postes sont indiqués en gras, ceux ayant changé d'attribution en italique.
| Fonction | Titulaire | Titulaire         | Parti   | Faction  | Diète         | Circonscription                       |
| --- | --------- | ----------------- | ------- | -------- | ------------- | ------------------------------------- |
| Premier ministre |           | Shinzō Abe        | PLD     | (Hosoda) | Représentant  | Préfecture de Yamaguchi (4e district) |
| Vice-Premier ministre Ministre des Finances Ministre d'État chargé des Services financiers Ministre d'État chargé de la Déflation |           | Tarō Asō          | PLD     | Asō      | Représentant  | Fukuoka (8e district)                 |
| Ministre des Affaires intérieures et des Communications Ministre d'État chargée du système My Number Ministre d'État chargée de l'Égalité homme-femm Ministre chargée de l'Emploi des femmes |           | Seiko Noda        | PLD     | -        | Représentante | Gifu (1er district)                   |
| Ministre de la Justice |           | Yōko Kamikawa     | PLD     | Kishida  | Représentante | Shizuoka (1er district)               |
| Ministre des Affaires étrangères |           | Tarō Kōno         | PLD     | Asō      | Représentant  | Kanagawa (15e district)               |
| Ministre de l'Éducation, de la Culture, des Sports, des Sciences et de la Technologie Ministre chargé de la Réhabilitation de l'éducation |           | Yoshimasa Hayashi | PLD     | Kishida  | Conseiller    | Préfecture de Yamaguchi               |
| Ministre de la Santé, du Travail et des Affaires sociales Ministre d'État chargé de la question des Enlèvements Ministre chargé de la Réforme des formes de travail |           | Katsunobu Katō    | PLD     | Nukaga   | Représentant  | Préfecture d'Okayama (5e district)    |
| Ministre de l'Agriculture, des Forêts et de la Pêche |           | Ken Saitō         | PLD     | Ishiba   | Représentant  | Chiba (7e district)                   |
| Ministre de l'Économie, du Commerce et de l'Industrie Ministre d'État chargé des Compensations de l'accident nucléaire Ministre chargé de la Compétitivité industrielle, de la Coopération économique avec la Russie et des Conséquences économiques de l'Accident nucléaire |           | Hiroshige Sekō    | PLD     | Hosoda   | Conseiller    | Préfecture de Wakayama                |
| Ministre du Territoire, des Infrastructures, des Transports et du Tourisme Ministre chargé de la Politique de l'eau |           | Keiichi Ishii     | Kōmeitō | -        | Représentant  | Nord Kantō (proportionnelle)          |
| Ministre de l'Environnement Ministre d'État chargé de la Prévention des catastrophes nucléaires |           | Masaharu Nakagawa | PLD     | Hosoda   | Conseiller    | Tokyo                                 |
| Ministre de la Défense |           | Itsunori Onodera  | PLD     | Kishida  | Représentant  | Miyagi (6e district)                  |
| Secrétaire général du Cabinet Ministre chargé de la Réduction du poids des bases d'Okinawa |           | Yoshihide Suga    | PLD     | -        | Représentant  | Kanagawa (2e district)                |
| Ministre de la Reconstruction Ministre chargé de la Planification des réponses à l'accident nucléaire de Fukushima |           | Masayoshi Yoshino | PLD     | Hosoda   | Représentant  | Fukushima (5e district)               |
| Ministre d'État, président de la Commission nationale de sécurité publique Ministre d'État chargé de la Gestion des catastrophes Ministre chargé de la Consolidation du Territoire |           | Hachirō Okonogi   | PLD     | -        | Représentant  | Kanagawa (3e district)                |
| Ministre d'État chargé d'Okinawa et des Territoires du Nord Ministre d'État chargé des Affaires des sonsommateurs et de la sécurité alimentaire Ministre d'État chargé de la Politique océanique Ministre chargé des Litiges frontaliers |           | Tetsuma Esaki     | PLD     | Nikai    | Représentant  | Aichi (10e district)                  |
| Ministre d'État chargé des mesures contre la Dénatalité Ministre d'État chargé de la stratégie Cool Japan Ministre d'État chargé de la stratégie de Propriété intellectuelle Ministre d'État chargé de la Politique scientifique et technologique Ministre d'État chargé de la Politique spatiale Ministre chargé du Programme pour atteindre 100 millions d'actifs et de la Politique des TIC |           | Masaji Matsuyama  | PLD     | Kishida  | Conseiller    | Préfecture de Fukuoka                 |
| Ministre d'État chargé de la Politique économique et fiscale Ministre chargé de la Reprise économique, de la Révolution du développement humain et de la Réforme globale de la Fiscalité et de la Sécurité sociale |           | Toshimitsu Motegi | PLD     | Nukaga   | Représentant  | Tochigi (5e district)                 |
| Ministre d'État chargé de la Création des Régions Ministre d'État chargé de la Réforme réglementaire Ministre chargé de la Promotion des Emplois - Habitants - Bourgs, de la Réforme administrative et du système de Service civil national |           | Hiroshi Kajiyama  | PLD     | -        | Représentant  | Ibaraki (4e district)                 |
| Ministre d'État chargé des Jeux olympiques et paralympiques de Tokyo et des Événements sportifs |           | Shunichi Suzuki   | PLD     | Asō      | Représentant  | Iwate (2e district)                   |

### Remaniement du2 octobre 2018
Réélu président du PLD le 20 septembre 2018, Shinzō Abe remanie son gouvernement le 2 octobre suivant. Les membres maintenus à leurs postes sont indiqués en gras, ceux ayant changé d'attribution en italique.
| Fonction | Titulaire | Titulaire           | Parti   | Faction   | Diète         | Circonscription                       |
| --- | --------- | ------------------- | ------- | --------- | ------------- | ------------------------------------- |
| Premier ministre |           | Shinzō Abe          | PLD     | (Hosoda)  | Représentant  | Préfecture de Yamaguchi (4e district) |
| Vice-Premier ministre Ministre des Finances Ministre d'État chargé des Services financiers Ministree chargé de la Déflation |           | Tarō Asō            | PLD     | Asō       | Représentant  | Fukuoka (8e district)                 |
| Ministre des Affaires intérieures et des Communications Ministre d'État chargée du système My Number |           | Masatoshi Ishida    | PLD     | -         | Représentant  | Wakayama (2e district)                |
| Ministre de la Justice |           | Takashi Yamashita   | PLD     | Ishiba    | Représentant  | Okayama (2e district)                 |
| Ministre des Affaires étrangères |           | Tarō Kōno           | PLD     | Asō       | Représentant  | Kanagawa (15e district)               |
| Ministre de l'Éducation, de la Culture, des Sports, des Sciences et de la Technologie Ministre chargé de la Réhabilitation de l'éducation |           | Masahiko Shibayama  | PLD     | Hosoda    | Représentant  | Saitama (8e district)                 |
| Ministre de la Santé, du Travail et des Affaires sociales Ministre chargé de la Réforme des formes de travail |           | Takumi Nemoto       | PLD     | Kishida   | Représentant  | Préfecture de Fukushima (2e district) |
| Ministre de l'Agriculture, des Forêts et de la Pêche |           | Takamori Yoshikawa  | PLD     | Nikai     | Représentant  | Hokkaidō (2e district)                |
| Ministre de l'Économie, du Commerce et de l'Industrie Ministre d'État chargé des Compensations de l'accident nucléaire Ministre chargé de la Compétitivité industrielle, de la Coopération économique avec la Russie et des Conséquences économiques de l'Accident nucléaire                                                                                           |           | Hiroshige Sekō      | PLD     | Hosoda    | Conseiller    | Préfecture de Wakayama                |
| Ministre du Territoire, des Infrastructures des Transports et du Tourisme Ministre chargé de la Politique de l'eau |           | Keiichi Ishii       | Kōmeitō | -         | Représentant  | Nord Kantō (proportionnelle)          |
| Ministre de l'Environnement Ministre d'État chargé de la Prévention des catastrophes nucléaires |           | Yoshiaki Harada     | PLD     | Asō       | Représentant  | Fukuoka (5e district)                 |
| Ministre de la Défense |           | Takeshi Iwaya       | PLD     | Asō       | Représentant  | Ōita (3e district)                    |
| Secrétaire général du Cabinet Ministre d'État chargé de la question des Enlèvements Ministre chargé de la Réduction du poids des bases d'Okinawa |           | Yoshihide Suga      | PLD     | -         | Représentant  | Kanagawa (2e district)                |
| Ministre de la Reconstruction Ministre chargé de la Planification des réponses à l'accident nucléaire de Fukushima |           | Hiromichi Watanabe  | PLD     | Takeshita | Représentant  | Chiba (6e district)                   |
| Ministre d'État, président de la Commission nationale de sécurité publique Ministre d'État chargé de la Gestion des catastrophes Ministre chargé de la consolidation du Territoire |           | Junzō Yamamoto      | PLD     | Hosoda    | Conseiller    | Préfecture d'Ehime                    |
| Ministre d'État chargé de la Politique économique et fiscale Ministre chargé de la Reprise économique, de la Révolution du développement humain et de la Réforme globale de la Fiscalité et de la Sécurité sociale |           | Toshimitsu Motegi   | PLD     | Takeshita | Représentant  | Tochigi (5e district)                 |
| Ministre d'État chargée de l'Égalité homme-femme Ministre d'État chargée de la Cohésion des territoires Ministre d'État chargée de la Réforme réglementaire Ministre chargée de l'Emploi des femmes et de la Promotion des Emplois - Habitants - Bourgs |           | Satsuki Katayama    | PLD     | Nikai     | Conseillère   | Proportionnelle nationale             |
| Ministre d'État chargé des mesures contre la Dénatalité Ministre d'État chargé d'Okinawa et des Territoires du Nord Ministre d'État chargé des Affaires des consommateurs et de la Sécurité alimentaire Ministre d'État chargé de la Politique océanique Ministre chargé de la Réforme administrative, du Système de service civil national et des Litiges frontaliers |           | Mitsuhiro Miyakoshi | PLD     | Kishida   | Représentant  | Toyama (2e district)                  |
| Ministre d'État chargé de la stratégie Cool Japan Ministre d'État chargé de la stratégie de Propriété intellectuelle Ministre d'État chargé de la Politique scientifique et technologique Ministre d'État chargé de la Politique spatiale Ministre chargé de la Politique des TIC                                                                                      |           | Takuya Hirai        | PLD     | Kishida   | Représentant  | Kagawa (1er district)                 |
| Ministre d'État chargé des Jeux olympiques et paralympiques de Tokyo et des Événements sportifs |           | Yoshitaka Sakurada  | PLD     | Nikai     | Représentant  | Chiba (8e district)                   |
| Ministre d'État chargée de l'Éducation, de la Culture, des Sports, des Sciences et de la Technologie |           | Keiko Nagaoka       | PLD     | Aso       | Représentante | Proportionnelle nationale             |

### Remaniement du11 septembre 2019
Les membres maintenus à leurs postes sont indiqués en gras, ceux ayant changé d'attribution en italique.
| Fonction | Titulaire | Titulaire                             | Parti   | Faction  | Diète         | Circonscription                       |
| --- | --------- | ------------------------------------- | ------- | -------- | ------------- | ------------------------------------- |
| Premier ministre |           | Shinzō Abe                            | PLD     | (Hosoda) | Représentant  | Préfecture de Yamaguchi (4e district) |
| Vice-Premier ministre Ministre des Finances Ministre d'État chargé des Services financiers Ministre chargé de la Déflation |           | Tarō Asō                              | PLD     | Asō      | Représentant  | Fukuoka (8e district)                 |
| Ministre des Affaires intérieures et des Communications Ministre d'État chargée du système My Number |           | Sanae Takaichi                        | PLD     | -        | Représentante | Nara (2e district)                    |
| Ministre de la Justice |           | Katsuyuki Kawai (jusqu'au 31/10/2019) | PLD     | Ishiba   | Représentant  | Hiroshima (3e district)               |
| Ministre de la Justice |           | Masako Mori                           | PLD     | Hosoda   | Conseillère   | Préfecture de Fukushima               |
| Ministre des Affaires étrangères |           | Toshimitsu Motegi                     | PLD     | Asō      | Représentant  | Tochigi (5e district)                 |
| Ministre de l'Éducation, de la Culture, des Sports, des Sciences et de la Technologie Ministre chargé de la Réhabilitation de l'éducation |           | Kōichi Hagiuda                        | PLD     | Hosoda   | Représentant  | Tokyo (24e district)                  |
| Ministre de la Santé, du Travail et des Affaires sociales Ministre chargé de la Réforme des formes de travail |           | Katsunobu Katō                        | PLD     | Kishida  | Représentant  | Okayama (5e district)                 |
| Ministre de l'Agriculture, des Forêts et de la Pêche |           | Taku Etō                              | PLD     | Nikai    | Représentant  | Miyazaki (2e district)                |
| Ministre de l'Économie, du Commerce et de l'Industrie Ministre d'État chargé des Compensations de l'accident nucléaire Ministre chargé de la Compétitivité industrielle, de la Coopération économique avec la Russie et des Conséquences économiques de l'Accident nucléaire                                                                                           |           | Isshu Sugawara (jusqu'au 25/10/2019)  | PLD     | Hosoda   | Représentant  | Tokyo (9e district)                   |
| Ministre de l'Économie, du Commerce et de l'Industrie Ministre d'État chargé des Compensations de l'accident nucléaire Ministre chargé de la Compétitivité industrielle, de la Coopération économique avec la Russie et des Conséquences économiques de l'Accident nucléaire                                                                                           |           | Hiroshi Kajiyama                      | PLD     | -        | Représentant  | Ibaraki (4e district)                 |
| Ministre du Territoire, des Infrastructures, des Transports et du Tourisme Ministre chargé de la Politique de l'eau |           | Kazuyoshi Akaba                       | Kōmeitō | -        | Représentant  | Hyōgo (2e district)                   |
| Ministre de l'Environnement Ministre d'État chargé de la Prévention des catastrophes nucléaires |           | Shinjirō Koizumi                      | PLD     | -        | Représentant  | Kanagawa (11e district)               |
| Ministre de la Défense |           | Tarō Kōno                             | PLD     | Asō      | Représentant  | Kanagawa (15e district)               |
| Secrétaire général du Cabinet Ministre d'État chargé de la question des Enlèvements Ministre chargé de la Réduction du poids des bases d'Okinawa et de la question des Enlèvements |           | Yoshihide Suga                        | PLD     | -        | Représentant  | Kanagawa (2e district)                |
| Ministre de la Reconstruction Ministre chargé de la Planification des réponses à l'Accident nucléaire de Fukushima |           | Kazunori Tanaka                       | PLD     | -        | Représentant  | Kanagawa (10e district)               |
| Ministre d'État, président de la Commission nationale de sécurité publique Ministre d'État chargé de la Gestion des catastrophes Ministre chargé de la Réforme administrative, de la Réforme de la Fonction publique et de la Résilience nationale |           | Ryōta Takeda                          | PLD     | -        | Représentant  | Fukuoka (11e district)                |
| Ministre d'État chargé de la Politique économique et fiscale Ministre chargé de la Réforme globale de la Fiscalité et de la Sécurité sociale et du PTP et des négociations commerciales entre le Japon et les États-Unis |           | Yasutoshi Nishimura                   | PLD     | -        | Représentant  | Hyōgo (9e district)                   |
| Ministre d'État chargé des mesures contre la Dénatalité Ministre d'État chargé d'Okinawa et des Territoires du Nord Ministre d'État chargé des Affaires des consommateurs et de la Sécurité alimentaire Ministre d'État chargé de la Politique océanique Ministre chargé de la Réforme administrative, du Système de service civil national et des Litiges frontaliers |           | Seiichi Eto                           | PLD     | -        | Conseiller    | (proportionnelle)                     |
| Ministre d'État chargé de la stratégie Cool Japan Ministre d'État chargé de la stratégie de Propriété intellectuelle Ministre d'État chargé de la Politique scientifique et technologique Ministre d'État chargé de la Politique spatiale Ministre chargé de la Politique des TIC                                                                                      |           | Naokazu Takemoto                      | PLD     | -        | Représentant  | Osaka (15e district)                  |
| Ministre délégué à la Revitalisation régionale Ministre d'État chargé de la Réforme de la réglementation |           | Seigo Kitamura                        | PLD     | -        | Représentant  | Nagasaki (4e district)                |
| Ministre d'État chargé des Jeux olympiques et paralympiques de Tokyo et des Événements sportifs Ministre chargée de l'Autonomisation des femmes Ministre d'État à l'Égalité des sexes |           | Seiko Hashimoto                       | PLD     | -        | Conseillère   | (proportionnelle)                     |
| Ministre d'État chargée de l'éducation, de la culture, des sports, de la science et de la technologie |           | Michiko Ueno                          | PLD     | -        | Conseillère   | Tochigi                               |